# جيسي أو. نورتن
جيسي أو. نورتن هو محامي وقاضي وسياسي أمريكي، ولد في 25 ديسمبر 1812 في بينينغتون في الولايات المتحدة، وتوفي في 3 أغسطس 1875 في شيكاغو في الولايات المتحدة. نشط حزبياً في الحزب الجمهوري. وقد انتخب عضو مجلس نواب إلينوي ‏ وانتخب عضو مجلس النواب الأمريكي ‏.